# 阿孔
阿孔（法語：Acon，法語發音：[akɔ̃] ⓘ）是法国厄尔省的一个市镇，属于埃夫勒区。

## 地理
阿孔（48°46'22"N, 1°5'27"E）面积9.16 平方千米，位于法国诺曼底大区厄尔省，该省份为法国北部内陆省份，北起滨海塞纳省，西接奧恩省和卡爾瓦多斯省，南至厄尔-卢瓦省，东临瓦兹省、瓦兹河谷省和伊夫林省。
与阿孔接壤的市镇（或旧市镇、城区）包括：阿夫尔河畔布勒、德鲁瓦西、阿夫尔河畔当皮埃尔。

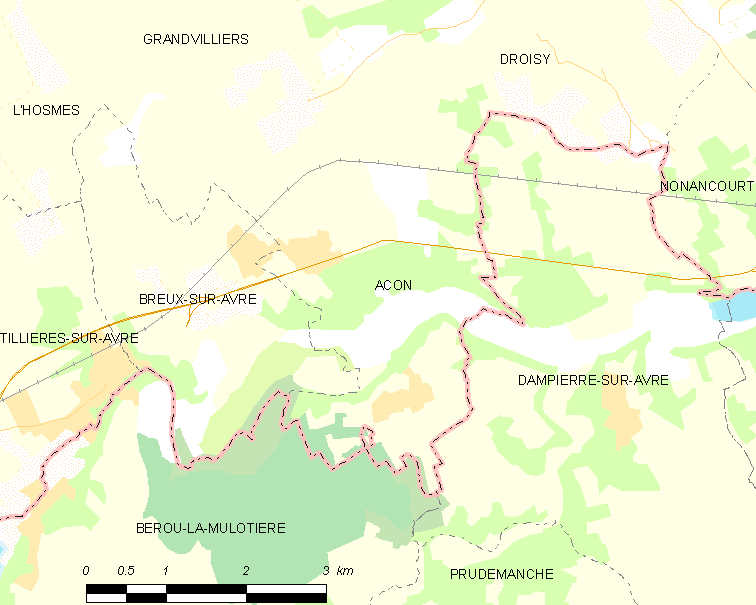
阿孔的OSM定位图

阿孔的时区为UTC+01:00、UTC+02:00（夏令时）。

## 行政
阿孔的邮政编码为27570，INSEE市镇编码为27002。

## 政治
阿孔所属的省级选区为阿夫尔河和伊通河畔韦尔讷伊县。

## 人口

1962-2008年间阿孔人口变化图示

阿孔于2022年1月1日时的人口数量为472人。